# Pannonische Vlakte

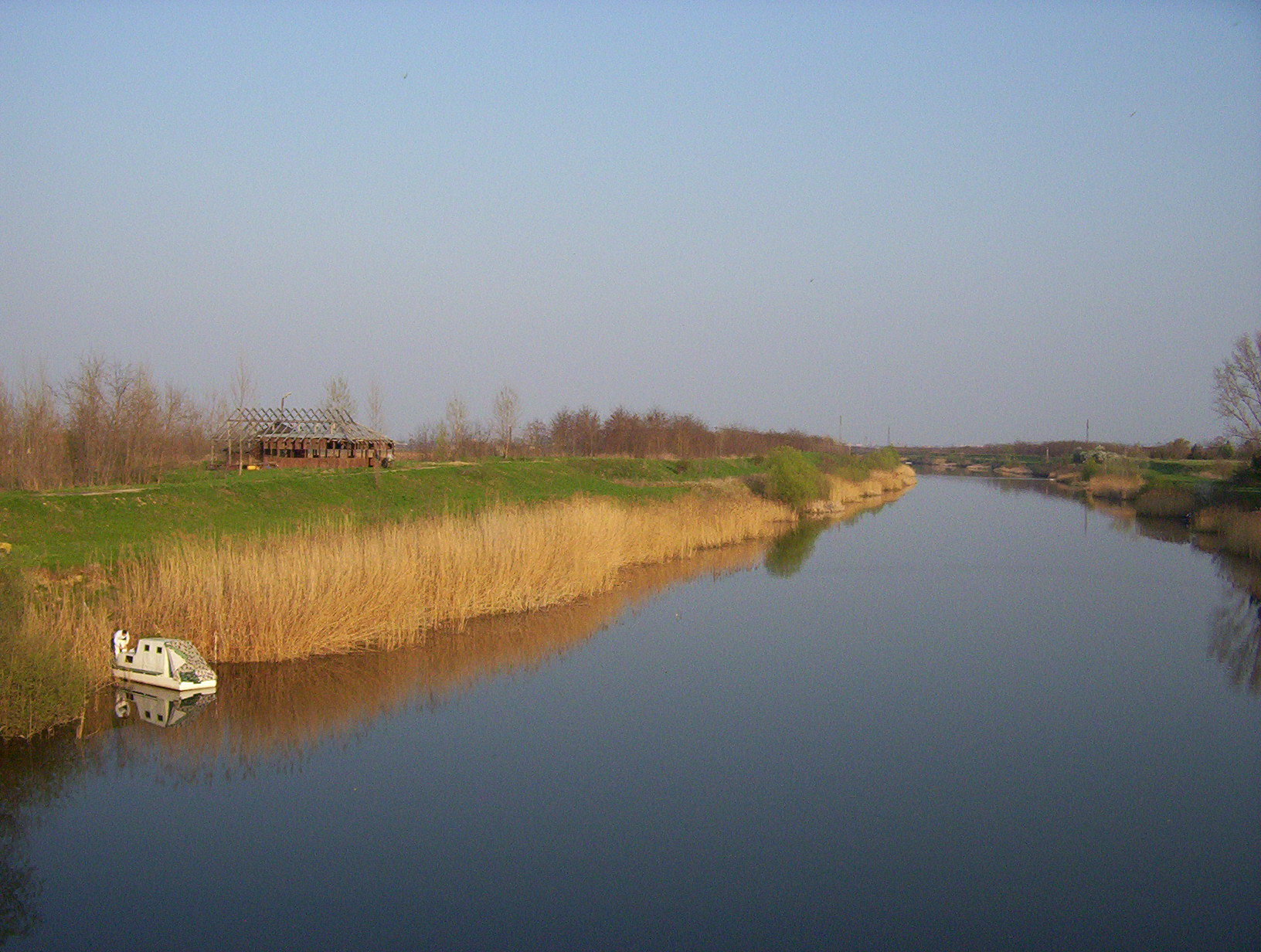
Donau-Tisza kanaal in het Servische deel van de Pannonische vlakte

Pannonische regio binnen de biogeografische regio's van Europa

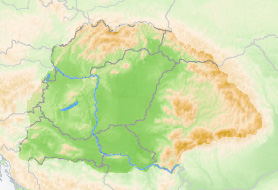
De Pannonische Vlakte

De Pannonische Vlakte of Karpatenbekken is een grote vlakte in centraal/zuidoost Europa die ontstond toen in het Plioceen de Pannonische Zee opdroogde. De Grote Hongaarse Laagvlakte (Alföld) vormt de kern van het gebied.

## Geografie
De vlakte wordt omsloten door de Dinarische Alpen, de Alpen en vooral de Karpaten. Met name in Hongaarse teksten wordt ook wel over het Karpatenbekken gesproken. De rivier de Donau splitst het gebied ongeveer doormidden. Binnen het gebied ligt het Apusenigebergte.
Met uitzondering van de noordelijke bergstreek ligt heel Hongarije in de Pannonische Vlakte. De Grote Alföld vormt, zoals gezegd, het centrum van het gebied, maar ook West-Hongarije wordt tot de vlakte gerekend. Dus zowel het lichtglooiende hart van Transdanubië als de daarvan door het Transdanubisch Middelgebergte (Hongaars: Dunántúli-középhegység) gescheiden Kleine Alföld in het noordwesten.
Aansluitend bij de Kleine Alföld hoort in het noorden ook het laagland van oostelijk Oostenrijk bij de vlakte. Dat geldt ook voor het bij de Grote Alföld aansluitende laagland in Transkarpatisch Oekraïne, in Roemenië en in Servië. Ten slotte wordt de voortzetting van de Transdanubische heuvels in Kroatië tot het gebied gerekend.
De vlakte wordt gevormd door de bodem van de Pliocene Pannonische Zee en bestaat uit dikke lagen sediment. Hierop is later een laag löss afgezet waardoor het gebied, hoewel er maar weinig neerslag valt, over het algemeen zeer vruchtbaar is.
Het Zevenburgs Plateau en de Lučenec-Košice Depressie (beide deel van de Karpaten) worden soms ook tot de Pannonische vlakte gerekend volgens oude of niet-geomorfologische indelingen.

## Regio's
De verschillende regio's, die zich niet altijd aan de staatsgrenzen houden, zijn (met doublures):
- Baranya, Baranja (Hongarije, Kroatië)
- Bačka, Bácska (Servië, Hongarije)
- Banaat (Roemenië, Servië, Hongarije)
- Burgenland (Neusiedler Bassin), Oostenrijk
- Crișana (Roemenië)
- de Grote Hongaarse Laagvlakte, Hongarije, Roemenië, Servië
- de Kleine Hongaarse Laagvlakte, Hongarije, Slowakije
- Mačva (Servië)
- Moslavina (Kroatië)
- Podravina (Kroatië, Hongarije, rondom de rivier de Drava)
- Podunavlje (Servië, Kroatië, rondom de rivier de Donau)
- Pokuplje  (Kroatië, rond de rivier de Kupa)
- Posavina  (Kroatië, Bosnië en Herzegovina, Servië, rondom de rivier de Sava)
- Potisje (Servië, rondom de rivier de Tisa)
- Šajkaška (Servië)
- Semberija (Bosnië en Herzegovina)
- Slavonië (Kroatië)
- Syrmië (Servië, Kroatië)
- Transkarpatië (Oekraïne)
- Vojvodina (Servië)